# 슈가 아이즈
슈가 아이즈(태국어: ชูการ์ อายส์, 영어: Sugar Eyes)는 태국의 걸 그룹이다.